# جيانغمن
جيانغمن هي مدينة من مدن الصين. يبلغ عدد سكانها 4448871 نسمة وذلك حسب إحصائيات سنة 2010. يبلغ ارتفاع المدينة عن سطح البحر قرابة 10 متر. تبلغ مساحتها 9443 كم².

## المناخ
يظهر الجدول التالي التغييرات المناخية على مدار السنة لجيانغمن:
| البيانات المناخية لـجيانغمن                      | البيانات المناخية لـجيانغمن | البيانات المناخية لـجيانغمن | البيانات المناخية لـجيانغمن | البيانات المناخية لـجيانغمن | البيانات المناخية لـجيانغمن | البيانات المناخية لـجيانغمن | البيانات المناخية لـجيانغمن | البيانات المناخية لـجيانغمن | البيانات المناخية لـجيانغمن | البيانات المناخية لـجيانغمن | البيانات المناخية لـجيانغمن | البيانات المناخية لـجيانغمن | البيانات المناخية لـجيانغمن |
| الشهر                                            | يناير                       | فبراير                      | مارس                        | أبريل                       | مايو                        | يونيو                       | يوليو                       | أغسطس                       | سبتمبر                      | أكتوبر                      | نوفمبر                      | ديسمبر                      | المعدل السنوي               |
| ------------------------------------------------ | --------------------------- | --------------------------- | --------------------------- | --------------------------- | --------------------------- | --------------------------- | --------------------------- | --------------------------- | --------------------------- | --------------------------- | --------------------------- | --------------------------- | --------------------------- |
| الدرجة القصوى °م (°ف)                            | 27.8 (82.0)                 | 29.4 (84.9)                 | 31.6 (88.9)                 | 34.0 (93.2)                 | 36.1 (97.0)                 | 37.6 (99.7)                 | 38.3 (100.9)                | 37.7 (99.9)                 | 37.4 (99.3)                 | 34.5 (94.1)                 | 32.4 (90.3)                 | 30.5 (86.9)                 | 38.3 (100.9)                |
| متوسط درجة الحرارة الكبرى °م (°ف)                | 18.3 (64.9)                 | 19.1 (66.4)                 | 21.9 (71.4)                 | 26.0 (78.8)                 | 29.7 (85.5)                 | 31.4 (88.5)                 | 32.7 (90.9)                 | 32.6 (90.7)                 | 31.2 (88.2)                 | 28.6 (83.5)                 | 24.4 (75.9)                 | 20.2 (68.4)                 | 26.3 (79.4)                 |
| المتوسط اليومي °م (°ف)                           | 14.3 (57.7)                 | 15.3 (59.5)                 | 18.2 (64.8)                 | 22.4 (72.3)                 | 25.7 (78.3)                 | 27.6 (81.7)                 | 28.5 (83.3)                 | 28.4 (83.1)                 | 27.2 (81.0)                 | 24.6 (76.3)                 | 20.2 (68.4)                 | 15.9 (60.6)                 | 22.4 (72.3)                 |
| متوسط درجة الحرارة الصغرى °م (°ف)                | 11.4 (52.5)                 | 12.8 (55.0)                 | 15.7 (60.3)                 | 19.9 (67.8)                 | 23.0 (73.4)                 | 24.9 (76.8)                 | 25.5 (77.9)                 | 25.4 (77.7)                 | 24.4 (75.9)                 | 21.7 (71.1)                 | 17.2 (63.0)                 | 12.8 (55.0)                 | 19.6 (67.2)                 |
| أدنى درجة حرارة °م (°ف)                          | 2.4 (36.3)                  | 2.5 (36.5)                  | 3.3 (37.9)                  | 8.6 (47.5)                  | 15.4 (59.7)                 | 18.0 (64.4)                 | 22.3 (72.1)                 | 21.8 (71.2)                 | 16.6 (61.9)                 | 10.7 (51.3)                 | 4.9 (40.8)                  | 1.8 (35.2)                  | 1.8 (35.2)                  |
| الهطول مم (إنش)                                  | 34.0 (1.34)                 | 60.6 (2.39)                 | 65.6 (2.58)                 | 182.5 (7.19)                | 253.6 (9.98)                | 317.9 (12.52)               | 257.5 (10.14)               | 289.2 (11.39)               | 214.7 (8.45)                | 68.3 (2.69)                 | 37.8 (1.49)                 | 26.5 (1.04)                 | 1٬808٫2 (71.2)              |
| متوسط الرطوبة النسبية (%)                        | 71                          | 79                          | 82                          | 84                          | 83                          | 84                          | 82                          | 82                          | 79                          | 72                          | 67                          | 65                          | 78                          |
| المصدر: China Meteorological Data Service Center |                             |                             |                             |                             |                             |                             |                             |                             |                             |                             |                             |                             |                             |

## توأمة
لجيانغمن اتفاقيات توأمة مع كل من:
- ريفرسايد
- كوتا كينابالو
- سورابايا (31 مايو 2012 - )

## أعلام
- كينيث تشن
- آني وو
- آرثر لي
- بيتر بي. ك. نج
- لوي تشي وو